# Флоровский, Антоний Васильевич
Анто́ний Васи́льевич Флоро́вский (1 (13) декабря 1884, Елисаветград, Российская империя — 27 марта 1968, Прага, ЧССР) — русский учёный-славист, историк и публицист, ординарный профессор, брат Г. В. Флоровского.

## Биография
Из семьи кафедрального протоиерея, смотрителя Елисаветградского духовного училища Василия Антоновича Флоровского (1852—1928) и Клавдии Георгиевны, урождённой Попруженко (1863—1933). В 1894 году семья переехала в Одессу.
Окончил 4-ю одесскую гимназию (1903) и историко-филологический факультет Новороссийского университета с дипломом 1-й степени, оставлен для подготовки к профессорскому званию (1908). Его преподавателями были В. М. Истрин, Е. Н. Щепкин, И. А. Линниченко. Студенческая работа «Крестьянский вопрос в законодательной комиссии 1767 г.» была удостоена золотой медали (1907), а созданная на её основе монография (1910) стала первой публикацией Флоровского.
С 1909 года преподаватель русского языка и словесности в коммерческом училище купеческого сословия в Одессе. С 31 октября 1911 года — приват-доцент Новороссийского университета (вёл спецкурс «История царствования Екатерины II»), одновременно преподаватель истории и искусств в старших классах Одесского епархиального училища.
Член обществ: Историко-филологического (1908) и Библиографического (1911) при университете, Одесского Славянского благотворительного им. Кирилла и Мефодия, Одесского истории и древностей (его последний секретарь), заведующий Археологическим музеем, библиотекарь в Одесской публичной библиотеке (1914—1921, последний год её директор).
В 1916 защитил магистерскую диссертацию в Московском университете на тему: «Состав Законодательной комиссии 1767—1774 гг.» (Уваровская премия Академии наук [1916]). Экстраординарный профессор по кафедре русской истории Новороссийского университета, вёл курс по истории Древней Руси. Одновременно с 1915 года преподаватель по кафедре русской истории Одесских высших женских курсах, с 1917 года — на экономическом факультете Одесского политехнического института.
10 августа 1917 года избран членом Поместного собора Православной Всероссийской Церкви, участвовал в 1-й сессии, секретарь I, член VI, XIII отделов.
В Археологическом институте, созданном после реорганизации Одесского университета, заведовал кафедрой исторической географии, профессор институтов в Одессе: Народного образования и Народного хозяйства, помощник заведующего Одесским областным архивным управлением (1920—1922).
Выслан за границу по декрету ВЦИК «Об административной высылке» от 10 августа 1922 года. Прибыв в Турцию, связался со своими родными в Болгарии: родители, брат Георгий и сестра Клавдия эмигрировали ещё до установления советской власти в феврале 1920 года. Жил в доме родителей в Софии. В течение трёх месяцев не мог найти работы. Занимался изучением архивных дел русско-турецкой войны 1877—1878 гг. Переехал в Белград, но работы не нашёл и там. Поселился в Праге.
С 1923 года профессор по кафедре истории права Русского юридического факультета, преподаватель истории русской педагогики в Русском педагогическом институте и Русском народном университете, председатель Комитета русской книги, историко-филологического отделения и библиотечной комиссии Русской учёной коллегии.
С 1925 года товарищ председателя Русского исторического общества (в 1938—1940 годах председатель), член Семинария им. Н. П. Кондакова. Участник съездов русских учёных за границей: Пражского (1924), Белградского (1928), Софийского (1930), двух международных конгрессов историков, двух съездов славистов и конгресса византинистов.
С 1929 года был членом Славянского института в Праге. С 1930 года член и в 1933—1945 годах председатель Учёной комиссии Русского заграничного исторического архива. С 1933 года, после нострификации своего русского диплома, преподавал историю России на философском факультете Карлова университета. По закрытии университета (1939) переведён в научно-исследовательский Славянский институт. В 1936 году защитил докторскую диссертацию «Чехи и восточные славяне. Очерки по истории чешско-русских отношений (X—XVIII вв.)». Его оппонентами при защите были Я. Бидло, П. Н. Милюков, В. А. Францев. В декабре 1946 года получил советское гражданство, но на родину не вернулся. С 1957 года доктор исторических наук Чехословакии. В 1948—1957 годах ординарный профессор кафедры русской истории Карлова университета.
Скончался от астмы.

## Научная работа
С начала своей деятельности изучал историю крепостного права в России со времён Екатерины II до процесса его отмены и крестьянский вопрос в 1860—1870-х годах. По Флоровскому, работа Комиссии 1767—1774 гг. пробудила в русском обществе интерес к положению крестьян, но её безрезультатность заставила крестьян примкнуть к Пугачёву. Несмотря на спорность некоторых положений, его работы, благодаря солидной документальной основе, сохраняют свою ценность. Во время Гражданской войны вёл научную работу, используя исключительно местные архивные и библиотечные материалы.

## Публикации
- «Из истории екатерининской Законодательной комиссии 1767 г. Вопрос о крестьянском праве». Записки историко-филологического факультета Императорского Новороссийского университета. 1910.
- Новый взгляд на происхождение «Русской правды» : (Prof. L.K. Goetz. Das Russische Recht, Stuttgart, I—II. 1910—1911). — Одесса : Центр. тип., 1912. — 28 с.
- Собрание высочайших грамот и указов в архиве упраздненного Новороссийского и Бессарабского генерал-губернаторского управления. — Одесса : тип. Епарх. дома, 1912. — 32 с.
- Из одесской старины. Одесса, 1912.
- Император Александр I в изображении вел. князя Николая Михайловича. — Одесса : «Центральная» тип. С. Розенштрауха и Н. Лемберга, 1913. — 24 с.
- История текста «Положения» о выборах депутатов в Законодательную комиссию 1767 года. — Одесса : «Экон.» тип., 1913. — 46 с.
- Состав Законодательной комиссии 1767-74 гг. // Записки Императорского Новороссийского университета. 1915. Вып. 10.
- Несколько замечаний о последних томах материалов Законодательной комиссии 1767—1774 г. // Журнал Министерства юстиции. 1915. № 10.
- Памяти Льва Степановича Мацеевича. Одесса, 1916.
- Научные труды В. И. Семевского // Голос минувшего. 1916. № 10.
- Пикинёрский вербунок в Новороссии. — Одесса : «Слав.» тип. Е. Хрисогелос, 1916. — 15 с.
- К 150-летию Манифеста 14 декабря 1766 года. — Петроград : Сенатская тип., 1917. — 35 с.
- В «Записках Одесского Императорского Общества истории и древностей»:
  - «Из материалов прикрепления крестьян к Южной России», т. XXIX, 1911;
  - «„Депутаты войска Запорожского“ в Законодательной комиссии», т. XXX, 1912;
  - «Отечественная война и Новороссийский край», т. XXXI, 1913;
  - «Несколько фактов из истории русской колонизации Новороссии в XIX в.», т. XXXIII, 1919.
- К истории текста жалованной грамоты дворянства 1785 г. // Русский исторический вестник. 1917. № 3-4.
- Два произведения императрицы Екатерины II для Законодательной комиссии 1767 г. // Русский архив. 1917.
- Судьба генерал-губернаторского архива в Одессе // Одесский лист. 1917. Июль.
- «Освобождение крестьян по проектам губернских комитетов Новороссийского края», Учёные записки Высшей школы г. Одесса, т.1, вып.1, 1921.
- «Воля панская и воля мужицкая». Страницы по истории аграрных волнений в Новороссии 1861—1865. Одесса, 1921.
- «Крестьянская реформа и высшая администрация Новороссийского края». Альманах «Посев» Одесса — Поволжью, 1921.
- Каким летописным текстом пользовался Герберштейн? // Там же. 1922. Т. 2.
- Памяти Е. Н. Щепкина // Народное просвещение. 1922. № 6/10.
- Российская академия наук и законодательная комиссия 1767—1774 гг. // Ученые записки. Т. 1. Прага, 1924.
- Франко-тезисная теория происхождения Руси. Slavia, 1924.
- Un legiote franсais au service de la tsarine Catherine II // Revue historique de droit franсais et еtranger. 1924.
- Историческая наука на съезде русских ученых в Праге осенью 1924 года // Slavia. 1925. Vol. 3.
- Профессор Любор Нидерле; Библиография // Возрождение. 1925. № 119, 125, 167.
- Памяти проф. И. А. Линниченко; «Не забывай» // Там же. 1926. № 422, 450.
- Н. П. Кондаков в его собственном изображении // Там же. 1927. № 688.
- Шведский перевод «Наказа» Екатерины II // Записки Русского исторического общества в Праге. 1927. Кн. 1.
- Наследие Чингисхана в русской истории // Голос минувшего на чужой стороне. 1927. № 5 (18).
- Известия о Древней Руси арабского писателя Мискавейхи X—XI вв. и его продолжателя // Seminarium Kondakovianum. Сб. статей по археологии и византиноведению. Вып. 1. Прага, 1927.
- Грюнвальд. Историческая справка // Родное слово. 1927. № 2.
- Заметки И. С. Орлая о Карпатской Руси (1828 г.). Ужгород, 1928.
- La litterature russe d emigration. Compte-tendu 1921—1926 // Bulletin d’Information de la Societe d’Etnographie. 1928. Т. 1.
- Cеch-dekabrisla (episoda z dejín rusko-českých styku) // Z dčjin Východní Evropy. Praha, 1928.
- Пути русско-чешской взаимности (к 10-летию независимой Чехословакии) // Современные записки. 1928. № 36.
- К истории экономических идей в России XVIII века.
- Ян Гус в русской оценке // Научные труды Русского народного университета в Праге. 1928. № 1; 1930. № 3.
- Россия и жизнь славян при Александре I. София, 1929.
- К характеристике императрицы Екатерины II-законодательницы // Сборник Русского института в Праге. 1929. Т. 1.
- Почитание св. Вячеслава, князя Чешского, на Руси. Прага, 1929.
- Св. Вацлав — Св. Вячеславу // Россия и славянство. 1929. 28 сентября.
- Русские студенты в Праге и Оломоуце в старое время // Труды IV съезда русских академических организаций за границей. Белград, 1929. Ч. 1.
- Россия и южные славяне в царствование императора Александра I // Прослава на Освободителната война 1877-78 гг. София, 1929.
- Карпаторосс И. А. Зейкан — наставник императора Петра II. Ужгород, 1930.
- Карпаторусский список проложного жития св. Вячеслава, князя Чешского. Ужгород, 1930.
- Очерк русско-чешских отношений // Славянский глас. 1930. Кн. 1-3.
- Русская историческая наука в эмиграции (1920—1930) // Труды V съезда РАО за границей. София, 1932. Ч. 1.
- Чехи и восточные славяне = Češi a východní slované = Les tchèques et les slaves orientaux : очерки по истории чешско-русских отношений (X—XVIII вв.). — V Praze : Nákl. Slovan. úst., 1935.
- Памяти А. А. Кизеветтера // Записки Русского научного института в Белграде. 1935. Вып. 11.
- Nové správy o pobytu Františka Skoryny v Prazt // Casopis Národniho Múzea. D. 110. Zeš. 1. Praha, 1936.
- А. А. Кизеветтер // Записки Русского исторического общества в Праге. 1937. Кн. 3.
- Le conflit de deux traditions — la latine et la byzantine — dans la vie intellectuelle de l’Europe Orientale aux XVI—XVIII siècles. — Praha : Рус. свобод. ун-т, 1937. — [22] с.
- Чешско-моравские иезуиты в Восточной Европе // VIII Internationaler KongreíJ für Qeschichtswissenschaft. Arbeitsprogramm. Zürich, 1938.

- Moskevská missie českých jesuitu. 1684—1717 // Co daly naše zeme Evrope a lidstvu. Praha, 1939.
- Cestí jcsiľlé na Rusi. Jesuité české provincie a slovanský východ. Praha, 1941.
- Русские в Марианских Лазнях. Прага, 1947.
- Первый иезуит из московских дворян // Acta Academiae Velehradensis Olomouc, 1948.
- Пражский университет и славянский восток (к 600-летию основания Карлова университета) // Свет православия. Пряшев, 1948. Ч. 8.
- Петр Великий и Австрия. Доклад на конгрессе историков. Париж, 1950.
- Cesko-ruské obchodní styky v minulosti (X—XVIII stoleti). Praha, 1954.
- Русско-австрийские отношения в эпоху Петра Великого. Прага, 1955.
- Из торговой политики Петра Великого // Пражский университет Московскому университету. Прага, 1955.
- Украина на страницах чешской истории до половины XVII ст. // Вечная дружба. Прага, 1955.
- Чешские струи в истории русского литературного развития в X—XVIII вв. // Славянская филология. М., 1958.
- Об архиве Карла XII под Полтавой // Полтавская победа. М., 1959.
- Собрание рукописей А. Д. Григорьева в Славянской библиотеке в Праге // Труды отдела древнерусской литературы Института русской литературы АН СССР. 1960. Т. 16.
- Латинские школы в России в эпоху Петра I // XVIII век. М., 1962.
- Чешско-русские торговые отношения X—XII вв. // Международные связи России до XIII века. М., 1962.
- Peter I und die tschechische Kultur // Zeitschrift für Slawistik. Berlin, 1962. Bd. 7.
- Ruskа literature ve Slovanskе knihovnĕ. Z rukopisnуch sbirek. Praha, 1964.
- Scoriniana 1926—1966 // 450 год Беларускага кнiгодрукування. Мн., 1968.
- Из материалов по истории России эпохи Петра I в чешских архивах // Археографической сборник за 1967 год. М., 1969.
- От Полтавы до Прута. Из истории австрийских отношений в 1709—1711 гг. Прага, 1971.
- Предмет и содержание «Русской истории или истории России» // История и историки. 2001. № 1.
- Переписка А. П. Мещерским (1956—1967) // Славянский альманах. 2014. Кн. 1/2.
- Переписка с В. Т. Пашуто, А. А. Зиминым, Е. П. Подъяпольской // Исторический архив. 2014. № 4.